# Menhirs de Kerderff
Les menhirs de Kerderff sont deux menhirs situés à Carnac, dans le Morbihan en France.

## Localisation
Les deux menhirs sont situés à environ 220 m à vol d'oiseau au nord du hameau de Kerderff. À environ 320 m au sud-est se trouvent les menhirs de Mispirec et au-delà, à environ 500 m dans la même direction, se trouvent les alignements du Ménec.

## Historique
Les deux menhirs ont été fouillés par J. Miln en 1879, sans résultat connu. Les menhirs sont classés au titre des monuments historiques par arrêté du 7 décembre 1886.

## Description
Les deux menhirs sont distants d'environ 50 m. Le premier (47° 35′ 38″ N, 3° 05′ 30″ O), mesure 5,35 m de hauteur et le second (47° 35′ 39″ N, 3° 05′ 32″ O), mesure 3,45 m. Le plus petit comporte des marques d'érosion post-mégalithique (cannelures) au sommet et pré-mégalithique (desquamation) sur les côtés.